# Distrito electoral 9 (Nebraska)
El distrito electoral 9 (en inglés: Precinct 9) es un distrito electoral ubicado en el condado de Cedar en el estado estadounidense de Nebraska. En el Censo de 2010 tenía una población de 249 habitantes y una densidad poblacional de 3,55 personas por km².

## Geografía
El distrito electoral 9 se encuentra ubicado en las coordenadas 42°39′1″N 97°18′2″O / 42.65028, -97.30056. Según la Oficina del Censo de los Estados Unidos, el distrito electoral 9 tiene una superficie total de 70.16 km², que corresponden a tierra firme.

## Demografía
Según el censo de 2010, había 249 personas residiendo en el distrito electoral 9. La densidad de población era de 3,55 hab./km². De los 249 habitantes, el distrito electoral 9 estaba compuesto por el 99.2% blancos, el 0.4% eran afroamericanos y el 0.4% pertenecían a dos o más razas.